# Pinsà de Darwin de Genovesa becfí
El pinsà de Darwin de Genovesa becfí (Geospiza acutirostris) és un ocell de la família dels tràupids (Thraupidae).

## Hàbitat i distribució
Habita zones de bosc i matolls de l'illa Genovesa, a les Galápagos.